# Botânica em Portugal
Em 2010 foi criada a primeira lista de todas as plantas vasculares - autóctones, endémicas e introduzidas - e que inclui todo o território Português.
O inventário indica o total de 3995 espécies.
Foram listadas no Continente 3314 espécies, 1006 no arquipélago dos Açores e 1233 na Madeira. É esta região que alberga o maior número de endemismos (espécie que não existe em mais nenhum lugar), com 157. Nos Açores esse número chega aos 78 e no Continente aos 150.
E se existem espécies “comprovadamente extintas por território” – nomeadamente três endemismos na Madeira e um nos Açores - e outras de que não se conhece o paradeiro há cem anos, também é verdade que nas últimas décadas a galeria de plantas de Portugal tem sido aumentada por espécies exóticas. 
De acordo com esta lista, existem 412 espécies introduzidas no Continente, 710 nos Açores e 435 na Madeira.